# Jeffrey Price
Jeffrey Price (1949) è uno sceneggiatore statunitense, autore delle sceneggiature di Chi ha incastrato Roger Rabbit , Shrek terzo e " Il Grinch"..

## Filmografia
- Trenchcoat, regia di Michael Tuchner (1983)
- Chi ha incastrato Roger Rabbit, regia di Robert Zemeckis (1988)
- Racconti di mezzanotte, serie tv, 2 episodi  (1990)
- Doc Hollywood - Dottore in carriera, regia di Michael Caton-Jones (1991)
- Johnny Bago, serie TV, 2 episodi (1993)
- Wild Wild West, regia di Barry Sonnenfeld (1999)
- The Grinch, videogioco (2000)
- Il Grinch, regia di Ron Howard (2000)
- L'ultima vacanza, regia di Wayne Wang (2006)
- Shrek terzo, regia di Chris Miller e Raman Hui (2007)